# Большой Двор (Никольский район)
Большой Двор — деревня в Никольском районе Вологодской области.
Входит в состав Байдаровского сельского поселения, с точки зрения административно-территориального деления — в Байдаровский сельсовет.
Расстояние по автодороге до районного центра Никольска — 23 км, до центра муниципального образования Байдарово — 3 км. Ближайшие населённые пункты — Солотново, Ковырцево, Байдарово.
По переписи 2002 года население — 60 человек (27 мужчин, 33 женщины). Всё население — русские.